# Bowling for Soup
Bowling for Soup (A menudo escrito "¡Bowling for Soup" y abreviado BFS) es una banda estadounidense de rock y pop punk originalmente formada en Wichita Falls, Texas en 1994. La banda la forman Jaret Reddick (vocalista, guitarra), Gary Wiseman (batería, percusión, coros) y Rob Felicetti (bajo, coros, guitarra acústica). La banda es conocida por sus sencillos "Girl All the Bad Guys Want", "1985", "Almost" y "High School Never Ends". El nombre de la banda  ("Bolos para Sopa") proviene de que antes de ser famosos eran pobres y tenían que ganarse la vida haciendo "bolos" (conciertos) para ganarse la sopa del comedor social.

## Historia

### Formación y primeros años (1986-2001)
Bowling for Soup tiene su origen en Wichita Falls, Texas, donde crecieron Jaret Reddick (nacido el 6 de marzo de 1972) y otros miembros del grupo. Reddick y Burney (nacido el 25 de mayo de 1969) se conocían del instituto (se conocieron en 1986), y siendo estudiantes en los ochenta, crecieron con el éxito comercial de la música heavy metal de grupos como Quiet Riot, RATT y Mötley Crüe, pero también bajo la influencia del punk rock más rápido de los Ramones y los posteriores Green Day. La familia de Burney tenía una cafetería con escenario en Wichita Falls, "The Refuge", y este tocaba allí con su primera banda, "The Persecuted", en la cual él y Reddick conocieron al bajista Erik Chandler (nacido el 22 de diciembre de 1974) y al batería Gary Wiseman (nacido el 6 de enero de 1979) a principios de los noventa (aunque Wiseman no se unió a la banda hasta 1998). 
Burney y Chandler pronto formaron la banda "The Folkadots", mientras que Wiseman formó "Gary and the Wisemen". Después, Burney y Chandler, junto con Lance Morril,formaron la banda "Slaw". Por esta época, Reddick formó la banda "Terminal Seasons". No mucho después, Reddick y Morril formaron "Coolfork!", a la que después se unió Burney. La banda iba ya sobre ruedas en 1993 y tocaban en establecimientos como The Refuge. A los pocos meses, después de formar una banda llamada "Rubberneck", le cambiaron el nombre a Bowling for Soup (inspirado por Bowling for Dollars) en 1994, y se formó oficialmente el 4 de junio de ese año con Jaret Reddick, Chris Burney, Erik Chandler y Lance Morril como miembros.  Morril dejó el grupo en 1998 (en buenos términos) y fue reemplazado por su amigo Gary Wiseman de "Gary and the Wisemen". El nombre de la banda surge a raíz de un acto de comedia de Steve Martin.
En 1996, la banda se trasladó a Denton, Texas y en 1998 registró su segundo álbum de estudio, tercero en total, Rock On Honorable Ones!!  (una referencia al lema del instituto Rider S. H. "ROHO": Ride On Honorable Ones) en 1998 por la discográfica de Denton FFROE. El grupo lanzó su primer EP, Tell Me When to Whoa, a través de FFROE más adelante ese mismo año. El álbum vendió más de 10 000 copias, haciendo que Jive Records firmara un contrato con la banda. Let's Do It for Johnny!, el mayor éxito como debut de Bowling for Soup, fue publicado por Jive en el año 2000. El álbum contenía en su mayoría re-grabaciones de su material anterior junto con algunos temas nuevos y una versión de la canción de Bryan Adams "Summer of '69"

### Drunk Enough to DanceyA Hangover You Don't Deserve(2002-2004)
Drunk Enough to Dance es el segundo álbum de Bowling for Soup con Jive Records, publicado el 6 de agosto de 2002. Fue grabado en Tree Sound Studios y Sonica Recording en Atlanta, y Big Time Audio en Dallas, Texas. Uno de los dos singles del disco, "Girl All the Bad Guys Want" (el otro sencillo fue llamado "Emily"), fue nominado para un Premio Grammy en 2003 en la categoría "Mejor actuación pop de un dúo o grupo con vocal". Reddick considera los Grammys uno de sus momentos más destacables, no por la nominación, sino por ser el "peor vestido" según la Time Magazine. 
Un relanzamiento en 2003 añadió "Punk rock 101", una versión de la canción "I Ran (So Far Away)" de la banda ochentera new wave A Flock of Seagulls y "Star Song". Hay una versión acústica de la canción "Belgium" al final del álbum, así como al final de la versión inicial. La versión de "I Ran (So Far Away)" se utilizó como el tema de apertura de la serie de televisión de anime Saint Seiya en Norteamérica.
El grupo apareció en la película de 2002 Crossroads, tocando en una fiesta de graduación.
A Hangover You Don't Deserve llegó dos años más tarde, y se convirtió en el único álbum Top 40 de la banda. Las ventas del álbum fueron impulsadas en gran parte por la emisión en la radio del sencillo "1985", una canción escrita por la banda SR-71. Mitch Allan, vocalista de SR-71, contribuyó con coros en la canción y apareció en el vídeo musical. "1985" se convirtió en el mayor éxito de Bowling for Soup en Estados Unidos, llegando a n.º 23 en la lista Hot 100 de Billboard. Un segundo sencillo de A Hangover You Don't Deserve, titulado "Almost", llegó a los Singles Chart del Reino Unido, el n.º 46 en el Top 100 de Estados Unidos y el n.º 23 en los Pop 100 de Estados Unidos. "Ohio", más conocida como "Come Back to Texas" fue lanzado como sencillo en la radio en Estados Unidos, pero no fue tan popular como "1985" o "Almost", alcanzando sólo el n.º 59 en el U. S. Pop 100.

### Bowling for Soup Goes to the Movies,StarJam, yThe Great Burrito Extortion Case(2005–2006)

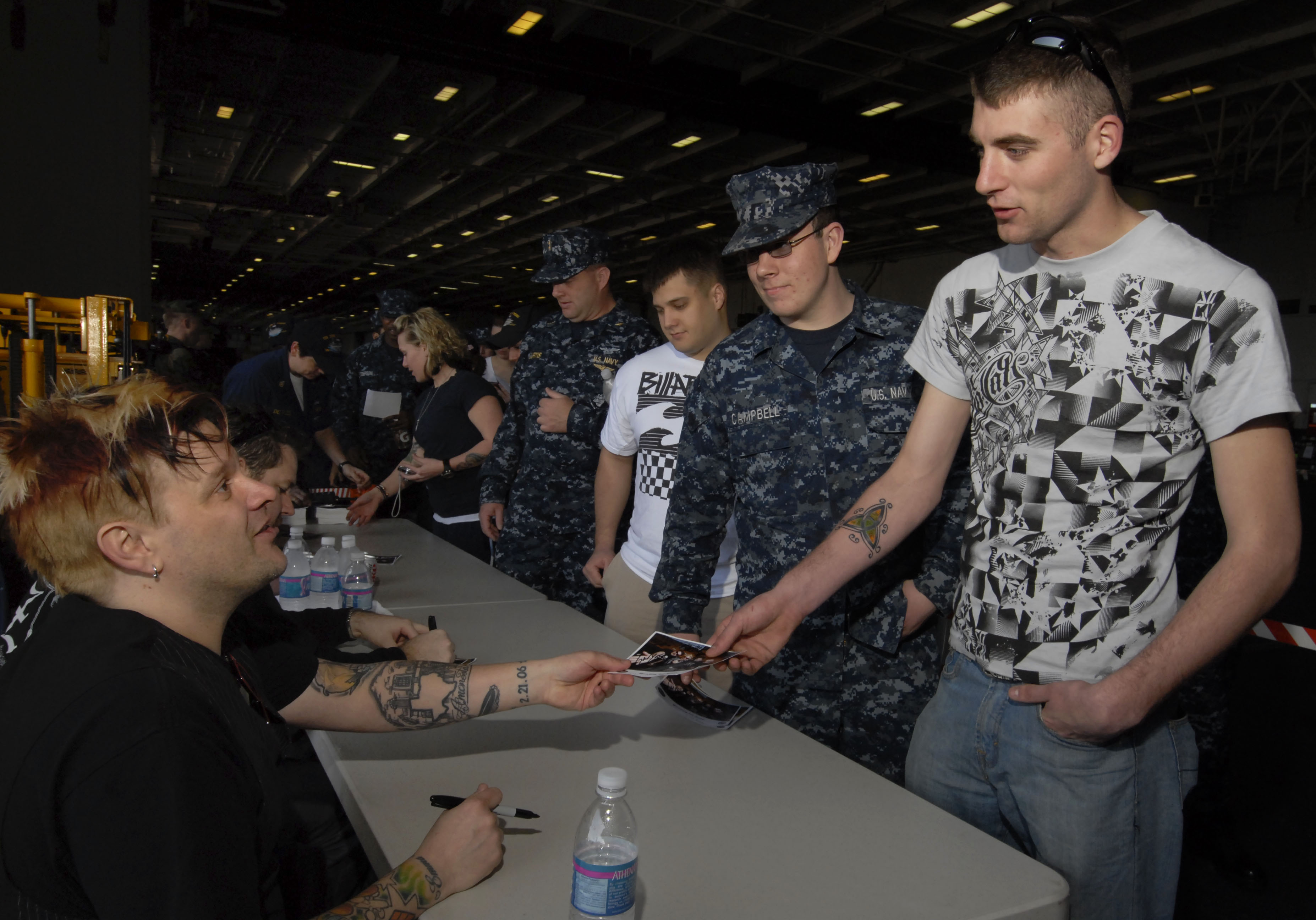
Miembros de Bowling for Soup, firmando autógrafos.

En 2005 la banda publicó Bowling for Soup Goes to the Movies, un álbum recopilatorio de versiones de canciones y contribuciones a bandas sonoras de películas. Más tarde ese mismo año, Jaret Reddick y Chris Burney hicieron varias apariciones en el programa de VH1 I Love the '90s: Part Deux. Bowling for Soup apareció brevemente en la película de 2005 Cursed, al principio de la película, tocando "Li'l Red Riding Hood".
En 2006 hicieron el tour Star 102.1 de StarJam con Simple Plan y fueron el acto de apertura. Tocaron "Almost", "Trucker Hat", "Girl All the Bad Guys Want","1985","Punk Rock 101", "I melt with you" y más. Su versión de "I melt with you", de Modern English, se utilizó en la película de Disney Sky High y formó parte de la banda sonora de la película. Se realizó un vídeo musical de la canción que fue emitido en Disney Channel y se puede encontrar en el DVD de la película. 
Tras la publicación de su álbum de versiones, Bowling for Soup pasó la mayor parte de 2006 prepara su séptimo álbum de estudio, titulado  The Great Burrito extortion Case , que fue lanzado en 7 de noviembre de 2006. Se lanzó el primer sencillo de ese álbum, "High School never ends", a iTunes en 19 de septiembre de 2006. El lanzamiento de UK del álbum fue el 5 de febrero de 2007.
La banda lanzó "I'm gay" como el segundo GB única a principios de 2007. La versión era en vinilo de CD y 7 ".Un vídeo musical para el sencillo fue lanzado en el Reino Unido, compuesto por vivo actuaciones de la canción de la "Get Happy Tour", de que la banda realizado en el Reino Unido durante febrero de 2007. El 25 de septiembre de 2007, fue anunció el funcionario Bowling for Soup foros "When We Die" sería puesto en libertad como una descarga sólo única en el Reino Unido en el 22 de octubre de 2007 como el tercer sencillo. A continuación, se agregó el video musical para el Kerrang lista de reproducción de televisión y se jugó en la televisión Scuzz. Una vez más Bowling for Soup fue a la StarJam en 2007 con Quitedrive y Army of Freshmen.

### DirecTV, Download Festival 2007, y álbum en directo (2007–2008)
Bowling for Soup producen una hora especial que se transmite en la serie de conciertos de DirecTV e hizo una aparición en el Descargar Festival en el Parque Donington, Inglaterra. Bowling for Soup también e interpretó la canción tema para la serie de Disney Channel Phineas y Ferb, "Hoy es un gran día" fue la apertura canción para la película Nickeleodeon "El último día de verano."

### 2008:Bowling for Soup: Live and Very Attractive
Primera DVD en vivo la banda, filmada el curso del Reino Unido Get Happy Tour de octubre de 2007, estrenó en el Dallas AFI Festival Internacional de cine. Proyecciones avanzadas tuvieron lugar el 31 de marzo y 2 de abril, con el DVD que se lanzó en el verano. La fecha de lanzamiento para la disco dos sin censura y la edición censuradas único disco para el Reino Unido se establece en ser el 7 de julio. Actualmente hay un acuerdo de reserva de edición limitada para la DVD que incluye una camiseta, taza de bebidas, póster exclusivo y mucho más además de la DVD. Jaret cantó vocalista y Erik cantó coros de la canción "Endless Posibility"para el juego de vídeo Sonic Unleashed.

### 2009:Sorry For Partyin'yBowling for Soup: My Home Town
20 de enero de 2009, Jaret publicó un vídeo en la web a través de su página de MySpace y ambas cuentas de YouTube acerca de su nuevo álbum. Acuerdo con él, octavo álbum la banda se establece que se publicará en septiembre de 2009, y que la banda ha comenzado hace muy poco tiempo de grabación. Él ha publicado el nombre del álbum, diciendo que se titula  Sorry for Partyin' . El vídeo fue en primer lugar de unos pocos que se harán públicos durante el proceso de grabación del álbum. También en uno de sus vídeos de YouTube y myspace puede oír parte de uno de los canciones del álbum llamado "I Don't Wish You Were Dead Anymore". Se revelaron dos canciones más en el sitio Web de bandas que se llama "I can't stand L.a."y"América (Wake Up Amy)". Otra canción se llama "Estrangulador." El 25 de febrero, Jaret Reddick contabilizado un blog en Myspace anuncio de que están casi fuera del estudio y el álbum sería puesto en libertad pronto.
Bowling for Soup decidieron dar un nuevo canción titulada 'amateur noche gratis en su sitio de la calle de equipo para un limitado el momento, se desconoce si lo hará en el nuevo álbum. Sin embargo, cuando abrió con iTunes el álbum aparece como "Lo sentimos para caras B"
Sorry for Partyin' se establece para la versión en 12 de octubre de 2009, con arreglo a una llamada telefónica por Jaret Reddick. "Me Wena"es el primer sencillo del álbum. El único en primer lugar fue vista previa en 5 de mayo de 2009, en el Lex y Terry show. Un vídeo musical para la canción fue filmada y el vídeo fue puesto en libertad, el 21 de julio de 2009 él. la canción fue lanzado a iTunes en 28 de julio de 2009.
La banda también se establece en un tres partes de cine documental titulado  Bowling For Soup: My Home Town .< ref nombre = "Soupers" />

## Happy Tour

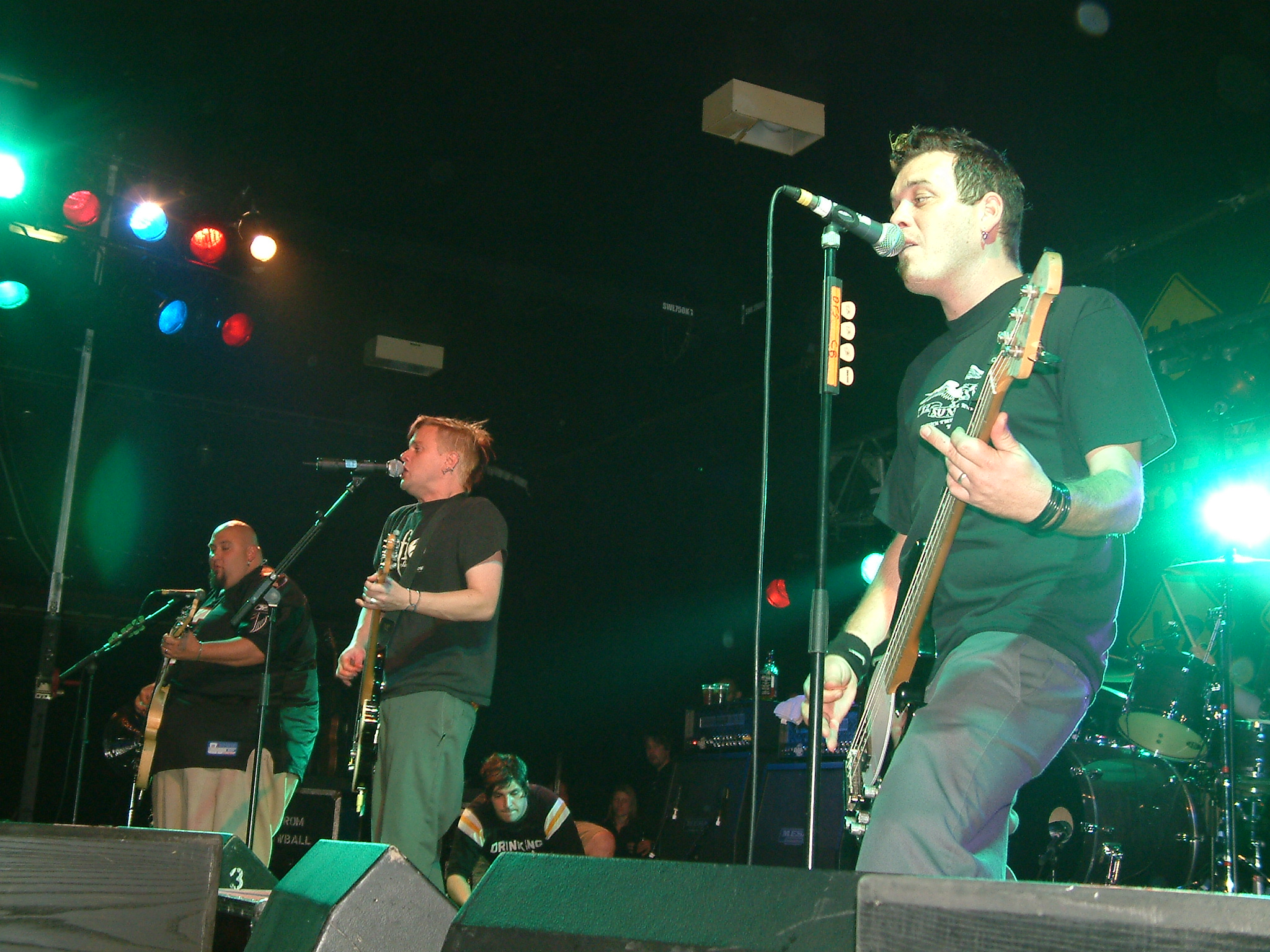
Bowling for soup en una presentación en vivo en Mánchester

El Tour "Get Happy" se organizó como una empresa conjuntaentre Bowling For Soup y Army of Freshmen. El recorrido original fue planeado con Bowling For Soup como artista principal, Army of Freshmen abriendo el concierto y otras dos bandas (Punchline y Lucky Boys confusion) tocando entre ellos. El Tour comenzó el 23 de junio en Austin, Texas con la banda "The Vanished" tomando el lugar de Lucky Boys Confusion las primeras tres fechas. En el Tour recorrieron Estados Unidos durante el verano y Otoño del 2006 terminando el 27 de agosto del 2006 en Amarillo, Texas. Esto fue seguido por un tour en el Reino Unido en inicios de febrero del 2007. Este Tour coincidió con el lanzamiento en el Reino Unido del tema "High School Never Ends" . El Tour tuvo nuevamente a Bowling for Soup como artistas principales, así como con artistas como Wheatus, Son of Dork y Army of Freshmen a través de los 12 días de gira, la cual concluyó en Hammersmith Palais en Inglaterra, el 18 de febrero.
Bowling for Soup confirmó durante su Tour Get Happy que ellos realizarían otra gira en el Reino Unido en octubre de 2007, llamada Get Happy Tour 2, ctocando en Estados Unidos en el verano, con el apoyo de bandas como Melle, Quietdrive y Army Of Freshmen. Las bandas que acompañarían a Bownling For Soup en la gira en el Reino Unido fueron confirmadas en el "Download Festival" (Army Of Freshmen, quienes tocaron en la mañana, lo anunciaron primero, para que luego Bowling For Soup lo anunciara luego, en la tarde), junto con las bandas que tocarían en "Kerrang!" en un póster anunciando el nuevo Tour. Los grupos que tocarían fueron Bowling for Soup, Bloodhound Gang, Zebrahead y Army of Freshmen.

## Asociaciones
Los miembros de bowling for soup son buenos amigos con la banda SR-71. De hecho, Bowling For Soup hit canción "1985" fue escrito originalmente por Mitch Allan del SR-71. Según a Reddick, Allen mostró la canción que le y ordenó a él como su propia, como parecía más de un Bowling For Soup canción que una canción de SR-71. Bowling For Soup son buenos amigos con los miembros ejército de todos. En el vídeo para "High School Never End" puede verse el chico aplausos usando una Ejército de la camiseta de todos y ejército de todos sí pueden ser vistos como parte de la banda de Marching BHS. Reddick invitados voces en cuatro pistas sobre Álbum de de todos del ejército  bajo el radar .
En 2003, compañero tejano punk rockers Junior (banda) abierto para Bowling For Soup cuando reproducen los árboles de club Ellum profunda. Reddick más tarde escribió la canción "She es SO Amazing" para el álbum  somos grandes yet?  y presta voz así. La Cantante de pop-rock irlandesa Lesley Roy prestar su voz para la canción de Bowling For Soup "Mucho más bella persona" de la  The Great Burrito Caso de extorsión  álbum. Roy tanto Bowling For Soup se asignan a la mismo sello discográfico. Reddick es amigos con MC Lars. Reddick ha prestado su voz para los MC Lars único "Descargar este Song", y MC Lars es un parte de la etiqueta del Reddick Crappy Records. En 2009, Bowling For Soup cameoed en el video musical "Operador telefónico" por los restos, que también son una parte de Crappy Records.
En 2001, Bowling For Soup lleva a cabo la tema musical de la película Nickelodeon de Nickelodeon (red de TV) Jimmy Neutrón: Boy Genius. Su versión del tema estaba basado en el anteriormente por escrito TV serie tema escrito por Brian Causey de man o Astro-hombre?. Bowling for soup lleva a cabo el tema "Todos los días una aventura" para la serie de Disney Channel Phineas y Ferb, también Reddick aparece en el episodio "Dude, We're Getting the Band Back Together" , de la misma serie, donde es el vocalista de una banda de ficción "Love Handel". En Cartoon Network, Reddick y Erik Chandler ambos tocó un espectáculo acústico en 2006. Y en agosto de 2008 Reddick y Chandler filmada un vídeo exclusivo para guitarra total revisto en el Reino Unido llamado: "cómo Escribir una canción en 5 minutos". En 2008, Reddick asociado con SEGA para trabajar en el tema de Sonic Unleashed, titulado "Endless Possibility".

## Vídeos musicales
En la introducción de cada vídeo de Bowling For Soup se puede escuchar el final de otro vídeo. Esto puede apreciarse en "Girl All The Bad Guys Want", en la cual se escucha "The bitch song", "Emily" en la que se puede oír de fondo "Girl all the bad guys want" y "High School Never Ends" en cuyo comienzo aparecen los "integrantes" del grupo en su versión adolescente cantando "1985", aparecen en el videoclip "Today is gonna be a great day" junto con Phineas y Ferb en el episodio "El Viaje Cuántico de Phineas y Ferb" y cantan el tema de inicio de Phineas y Ferb

## Miembros

### Miembros actuales
- Jaret Reddick: voz líder, guitarra rítmica (1994-actual)
- Gary Wiseman: batería, coros (1998–actual)
- Rob Felicetti: bajo, guitarra acústica, coros (2019-actual)

### Antiguos miembros
- Lance Morrill: batería, coros (1994–1998)
- Erik Chandler: bajo, guitarra acústica, coros (1994-2019)
- Chris Burney: guitarra líder, coros (1994-2025)

### Miembros de gira
- Rob Felicetti: batería (2017), bajo, coros (2018-2019)

Timeline

## Discografía
- Bowling for Soup (1994)
- Cell Mates (1996)
- Rock on Honorable Ones!! (1997)
- Tell Me When to Whoa (1998)
- Let's Do It for Johnny!! (2000)
- Drunk Enough to Dance (2002)
- A Hangover You Don't Deserve (2004)
- Bowling for Soup Goes to the Movies (2005)
- The Great Burrito Extortion Case (2006)
- Sorry for Partyin' (2009)
- Fishin' for Woos (2011)
- One Big Happy (2012)
- Lunch. Drunk. Love  (2013)
- Songs People Actually Liked Vol.1 (2015)
- Drunk Dynasty (2016)
- Pop Drunk Snot Bread (2022)